# Luzonogryllus mindoroensis
Luzonogryllus mindoroensis är en insektsart som beskrevs av Andrej Vasiljevitj Gorochov 2006. Luzonogryllus mindoroensis ingår i släktet Luzonogryllus och familjen syrsor. Inga underarter finns listade i Catalogue of Life.